# Aeroportul Khujirt
Aeroportul Khujirt (IATA: HJT, ICAO: ZMHU) este un aeroport din Öwörchangai-Aimag, Mongolia.
Situat la o altitudine de 1.663 m, aeroportul dispune de o singură pistă.